# Luxiaria taeniata
Luxiaria taeniata är en fjärilsart som beskrevs av W. Warren 1897. Luxiaria taeniata ingår i släktet Luxiaria och familjen mätare. Inga underarter finns listade i Catalogue of Life.